# Ischnoptera mura
Ischnoptera mura är en kackerlacksart som beskrevs av Rehn, J. A. G. 1932. Ischnoptera mura ingår i släktet Ischnoptera och familjen småkackerlackor. Inga underarter finns listade i Catalogue of Life.